# Campo Verde

Campo Verde este un oraș în Mato Grosso (MT), Brazilia.